# 2016년 카이로 콥트 교회 폭탄 테러
2016년 12월 11일 이집트 카이로에 소재한 성 베드로와 성 바오로 교회에서 폭탄에 의한 폭발이 있었다. 이집트 당국은 이 폭발을 테러 공격으로 규정하였다. 이 테러로 25명이 사망하고 49명이 부상당했다.

## 같이 보기
- 2011년 알렉산드리아 폭탄 테러